# جانسونتاون (ایندیانا)
جانسونتاون (به انگلیسی: Johnstown) یک منطقهٔ مسکونی در ایالات متحده آمریکا است که در شهرستان گرین، ایندیانا واقع شده‌است. جانسونتاون ۱۵۷٫۸۹ متر بالاتر از سطح دریا واقع شده‌است.